# Eco y Narciso (William Waterhouse)
Eco y Narciso (en inglés, Echo and Narcissus) es una pintura de John William Waterhouse, que data de 1903. Ilustra el poema Eco y Narciso de Las metamorfosis de Ovidio.

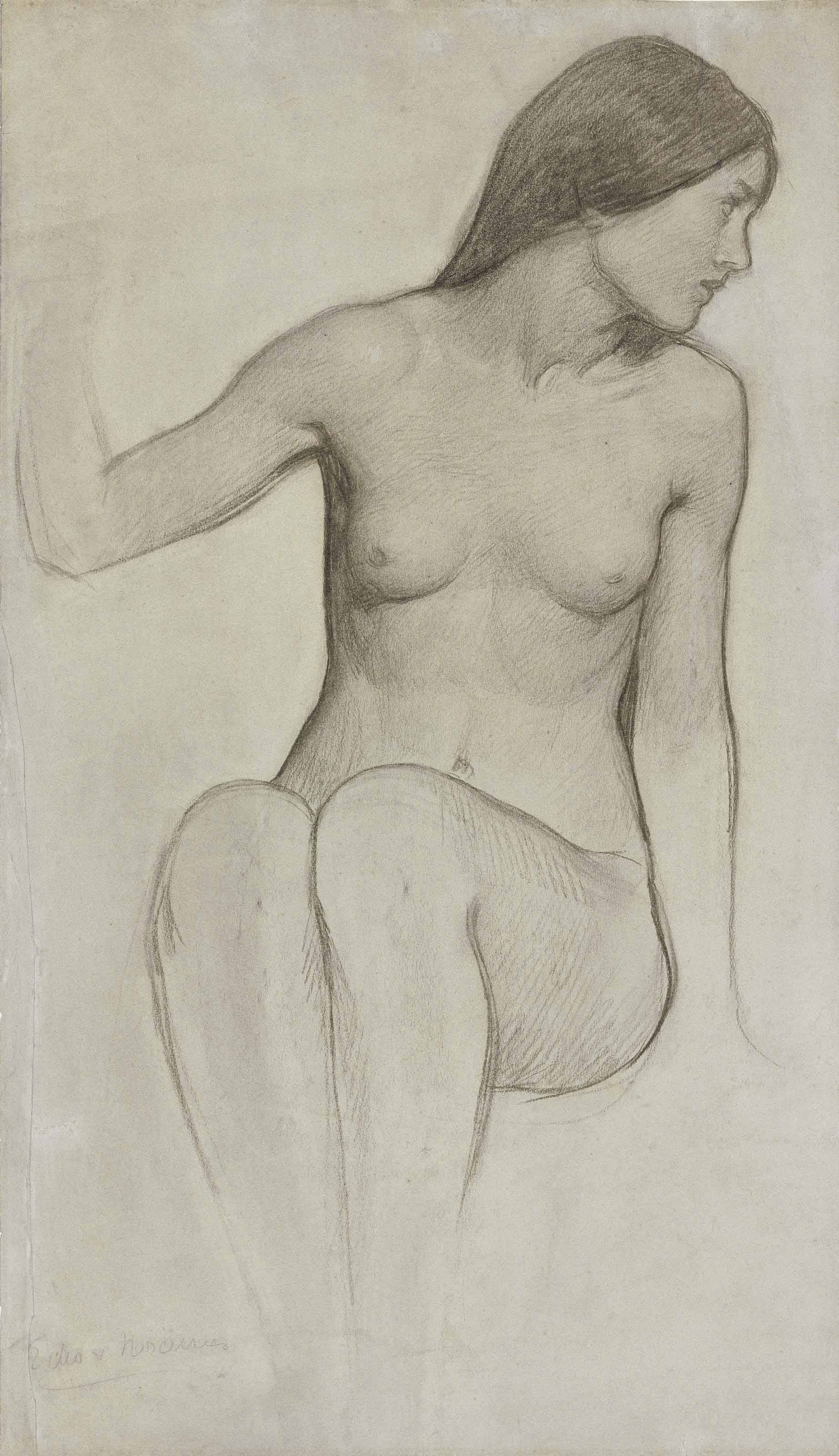
Estudio de la posición de Eco.

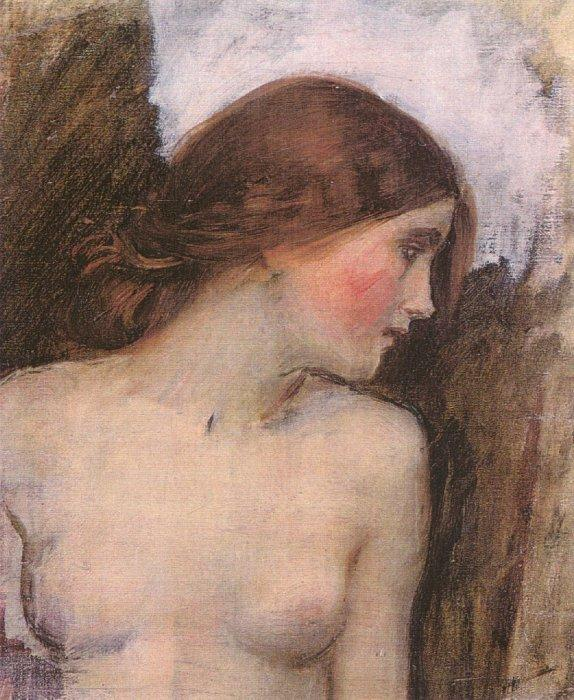
Estudio de la cabeza de Eco.

Waterhouse (1847–1917) fue un pintor inglés que, debido a su estilo y temas, ha sido clasificado como prerrafaelita, pero se le puede describir mejor como un pintor del realismo romántico y del neoclasicismo. Pintó más de 200 obras, principalmente en los géneros de la mitología clásica y de temas históricos o literarios. Uno de sus temas preferidos era el de la mujer fatal, la mujer que atrapa al hombre.
Eco y Narciso pertenece al género de la mitología clásica. En la versión del mito de Ovidio, Narciso era el hijo del dios del río Cefiso y la ninfa Liríope. A sus padres les dijeron que viviría hasta una edad avanzada si no se miraba a sí mismo. Así, rechazaba a todas las ninfas y mujeres que se enamoraban de él. Una de ellas fue la ninfa de los bosques Eco, que se trastornó tanto por su rechazo que se retiró a una cueva y se consumió de dolor repitiendo las últimas sílabas de las palabras hasta que quedó en un susurro. Sus oraciones fueron escuchadas por la diosa de la venganza Némesis que hizo que Narciso se enamorara de su propia imagen reflejada en una fuente. Continuó mirando su reflejo, consumiéndose de amor hacia sí mismo, hasta que murió. Una flor de narciso, que lleva su nombre desde entonces, creció en el mismo lugar donde murió.
Waterhouse muestra el tema en el momento crucial de la historia, cuando Narciso ve por primera vez su reflejo y se enamora de sí mismo, mientras que Eco, enamorada, lo mira con nostalgia cuando se va a cumplir la profecía. Hay una cierta sensación de melancolía presente en muchas de las pinturas de Waterhouse.
La pintura está realizada al óleo sobre lienzo y mide 109,2 cm por 189,2 cm. Forma parte de la colección victoriana de la Walker Art Gallery en Liverpool, Merseyside, Inglaterra, que fue comprada por el museo en 1903.